# Georg Leowald

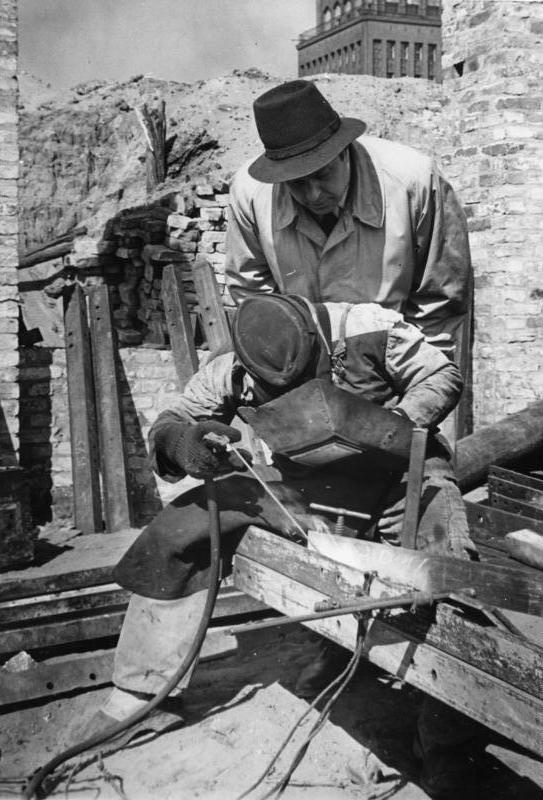
Georg Leowald auf der Baustelle des Berliner Hydromentwerkes bei Reparaturarbeiten 1949
im Hintergrund der Turm vom Kraftwerk Klingenberg

Georg Leowald (* 1908 in Düsseldorf; † 1969) war ein deutscher Architekt und Möbelgestalter in den Traditionen des Bauhauses und des Deutschen Werkbundes.

## Leben
Georg Leowald wurde 1908 in Düsseldorf geboren und kam nach seinem Architekturstudium an der Staatlichen Kunstakademie in Düsseldorf nach Berlin. Hier war er bis 1941 als Architekt in der Industrie tätig, später als selbständiger Architekt. Ab 1945 war er überdies als Produktgestalter (Sitzmöbel, Büromöbel und -maschinen, Ausstellungsbau) tätig. Ab 1947 war er an der Hochschule der Bildenden Künste in Berlin als Lehrer tätig. Nebenbei entwarf Leowald auch weiterhin Möbel und Gebäude. 1949 gewann Leowald einen 1. Preis in einem Wettbewerb des New Yorker Museums of Modern Art für seinen Stuhlentwurf. Zwischen 1949 und 1954 war er Leiter des Instituts für industrielle Formgebung der Werkkunstschule Wuppertal und von 1957 bis 1960 Dozent für Produktgestaltung an der Hochschule für Gestaltung Ulm.

## Werk (Auswahl)
- 1936–1937: Heinkel-Werke Oranienburg
- 1940er Jahre: Produktions- und Verwaltungsgebäude des Hydroment-Werks in Berlin-Lichtenberg (heute Berlin-Rummelsburg)
- 1959–1961: Kesselhaus, Produktionshalle, Freiluftlagerhalle für die Möbelfabrik Wilkhahn in Bad Münder[2][3]
- Reih- und Stapelstuhl 224, speziell gestaltet für das Unternehmen Wilkhahn[4]